# Vlad II Dracul
Vlad II, còn được gọi là Vlad Dracul hay Vlad the Dragon (trước năm 1395 đến tháng 11 năm 1447), là lãnh chúa của Wallachia giai đoạn từ 1436-1442 và từ 1443-1447. Ông cũng được biết đến với tư cách là cha đẻ của Vlad the Impaler, hay Dracula. Là con trai ngoài giá thú của Mircea I xứ Wallachia, ông đã trải qua tuổi trẻ của mình tại dinh thự của Sigismund của Luxemburg, người đã cho ông gia nhập vào Order of the Dragon năm 1431 (nguyên nhân khiến ông có biệt hiệu Dracul).
Sigismund cũng công nhận ông là lãnh chúa hợp pháp của Wallachia, cho phép ông định cư ở vùng Transylvania. Vlad không thể đòi hỏi quyền lợi của mình trong suốt thời kì trị vì của người anh em cùng cha khác mẹ của mình, Alexander I Aldea, người được bảo hộ bởi Murad II của Đế quốc Ottoman.
Sau khi Alexander I Aldea qua đời năm 1436, Vlad đã chiếm Wallachia với sự hỗ trợ của Hungary. Sau cái chết của Sigismund của Luxembourg vào năm 1437, vị thế của Hungary bị suy yếu, khiến ông phải thần phục Murad II, và tham gia cuộc xâm lược của Murad II vào Transylvania vào mùa hè năm 1438. 
John Hunyadi, đốc quân Transylvania, đã đến Wallachia để thuyết phục Vlad tham gia cuộc thập tự chinh chống lại người Ottoman vào năm 1441. Sau khi Hunyadi đánh bại một đội quân Ottoman ở Transylvania, Murad II vì nghi ngờ lòng trung thành đã yêu cầu Vlad đến Edirne và bắt giữ ông vào năm 1442. Hunyadi xâm lược Wallachia và đưa một người anh em họ của Vlad, Basarab II lên kế vị.
Vlad đã được thả ra trước cuối năm, nhưng ông đã để lại hai con trai của mình làm con tin trong Đế chế Ottoman. Ông giành lại được Wallachia với sự hỗ trợ của Ottoman vào năm 1443. Ông vẫn trung lập trong chiến dịch của Hunyadi chống đế chế Ottoman từ giữa tháng 10 năm 1443 đến tháng 1 năm 1444, nhưng ông đã gửi 4,000 kị sĩ để chiến đấu chống lại người Ottoman trong cuộc Thập tự chinh Varna. Với sự hỗ trợ của đội tàu Burgundian, ông đã chiếm được pháo đài Ottoman quan trọng tại Giurgiu năm 1445. Ông tái lập hòa bình với Đế chế Ottoman vào năm 1446 hoặc 1447, khiến mối quan hệ của ông với Hunyadi xấu đi. Hunyadi đã xâm chiếm Wallachia một lần nữa và buộc Vlad phải chạy trốn khỏi Târgovişte vào cuối tháng 11 năm 1447, nơi ông bị giết tại một ngôi làng gần đó.

## Cuộc sống ban đầu
Cuộc sống ban đầu của Vlad chưa được ghi lại một cách rõ ràng. Theo các ghi chép, ông được sinh ra trước năm 1395, và là một trong số rất nhiều người con ngoài giá thú của Mircea I Basarab. Các sử gia hiện đại tin rằng ông đã được gửi đến để làm con tin cho Sigismund của Luxemburg, vua của Hungary, vào năm 1395 hoặc 1396. Sigismund nói rằng Vlad đã được giáo dục tại lãnh địa của mình, cho thấy ông đã dành thời thanh niên của mình ở Buda, Nuremberg và các thành phố lớn khác của Hungary và Đế quốc La Mã thần thánh.
Mircea qua đời vào năm 1418 và con trai hợp pháp duy nhất của ông (cũng là người đồng trị vì), Michael I, trở thành người kế vị. Hai năm sau, Michael chết khi chiến đấu chống lại anh họ của mình, Dan II. Trong thập kỷ tiếp theo, Dan II và một người anh em của Vlad, Radu II xứ Praznaglava, đã chiến đấu với nhau để giành quyền kiểm soát Wallachia.
Đầu năm 1423, Vlad rời Buda tới Ba Lan mà không có sự cho phép của Sigismund, nhưng đã bị bắt lại trước khi đến biên giới. Trước đó, Sigismund đã công nhận Dan II là nhà cai trị hợp pháp của Wallachia. Nhà sử học Byzantine, Doukas, ghi nhận rằng Vlad là một sĩ quan trong quân đội của Hoàng đế Byzantine, John VIII Palaiologos và ông "được cho phép" ra vào cung điện hoàng gia ở Constantinople. Nhà sử học Radu Florescu nói rằng Sigismund đã chỉ định Vlad tiếp đón John VIII (người đã đến Ý để tìm kiếm sự trợ giúp chống lại người Ottoman) tại Venice năm 1423 và Vlad cùng hoàng đế trở lại Constantinople. Sau khi nhận ra rằng John VIII không thể giúp ông ta chiếm Wallachia, Vlad trở lại Hungary vào năm 1429.
Sigismund đã khiến cho Vlad trở thành một thành viên hạng nhất của Order of the Dragon (một tổ chức được thiết lập bởi Sigismund) tại Nuremberg vào ngày 8 tháng 2 năm 1431. Các thành viên hạng nhất khác bao gồm Alfonso V của Aragon và Vytautas, Đại công tước của Litva. Việc tham gia vào tổ chức đã khiến ông có biệt hiệu là Dracul ("con rồng"), mà con trai ông sau này Vlad III được biết đến như là Dracula ("con trai của Dracul"). Vlad đã tuyên thệ trước Sigismund, người tuyên bố ông là lãnh chúa hợp pháp của Wallachia, với lời hứa rằng ông sẽ bảo vệ Giáo hội Công giáo La Mã. Tuy nhiên, Sigismund đã không giúp ông chiếm Wallachia. Mùa hè năm đó, anh trai của Vlad, Alexander I Aldea, đã chiếm Wallachia với sự ủng hộ của Công quốc Moldavia và khiến Dan II phải bỏ chạy.
Vlad không từ bỏ tham vọng của mình cho Wallachia và tạm định cư tại Transylvania. Bức tranh tường Neo-Renaissance trong một ngôi nhà ba tầng ở quảng trường chính của Sighişoara (được khám phá vào kỷ niệm 500 năm ngày mất con trai của Vlad Dracul, Dracula) có thể mô tả Vlad Dracul trong bức tranh nguyên gốc, bức tranh tường mô tả một người đàn ông mập mạp với đôi mắt hình oval, để ria mép dài và quấn một chiếc khăn turban trắng.
Năm 1432, Alexander Aldea đã đến Adrianople để tỏ lòng tôn kính Sultan Ottoman, Murad II. Vlad muốn xâm chiếm Wallachia với sự ủng hộ của Wallachian boyars (những người quý tộc thuộc các công quốc vùng Danube) đã trốn sang Transylvania, nhưng cuộc xâm lược đã bị ngăn chặn bởi Albu - một viên quan của Alexander Aldea. Sigismund cho phép Vlad mua vũ khí và tập hợp lực lượng trong năm 1434. Năm 1435, Alexander Aldea ngã bệnh nặng và không thể hồi phục. Lợi dụng bệnh tình của anh trai, Vlad đã xâm nhập vào Wallachia, nhưng Alexander Aldea và đồng minh Ottoman buộc ông phải rút lui.

## Trị vì

### Cai trị lần đầu

Lãnh thổ được cai trị bởi cha của Vlad II - Mircea I của Wallachia

Alexander Aldea qua đời vào mùa thu năm 1436, điều này khiến cho Vlad Dracul giành được quyền cai trị Wallachia với sự hỗ trợ của Hungary. Ông không loại bỏ các quan chức cũ của người tiền nhiệm ngoại trừ Albu, người từng đánh bại ông trong cuộc chiến trước đó. Vlad không xác nhận hiệp ước mà Alexander Aldea đã ký kết với Ottoman, điều này gây ra một cuộc tấn công của Ottoman vào Wallachia vào tháng 11 cùng năm. 
Người bảo trợ của Vlad, Sigismund của Luxembourg, qua đời ngày 9 tháng 12 năm 1437. Cái chết của ông ta và sự nổi dậy của những nông dân Transylvan đã làm suy yếu Hungary, buộc Vlad phải tìm cách hòa giải với đế chế Ottoman. Ông đi đến Edirne và xin thần phục Murad II. Ông cũng hứa trả một khoản cống nạp hàng năm cho quốc vương và hỗ trợ các chiến dịch quân sự của Ottoman theo lệnh của nhà vua. Không lâu sau đó, Murad II quyết định xâm chiếm Hungary và tập trung quân đội của mình tại Vidin. 
Albert của Habsburg (con rể của Sigismund và người kế vị của Luxembourg) đã viết thư cho Vlad, ra lệnh cho ông ta bảo vệ Transylvania. Bỏ qua lệnh của nhà vua, Vlad gia nhập quân đội của Murad II, người đã đến Wallachia cùng quân đội của mình vào mùa hè năm 1438, và phục vụ dưới trướng như là một người hướng đạo. 
Quân Ottoman-Wallachia xâm nhập vào Hungary tại Orşova. Họ đánh bại quân đội của một Vlach kenez địa phương ở gần Haţeg. Họ đi dọc sông Mureş, chiếm Câlnic và Sebeş. Tại Sebeş, Vlad đã thuyết phục các nhà lãnh đạo của thành phố đầu hàng và hứa hẹn sẽ bảo vệ tài sản của họ nếu họ đi cùng ông đến Wallachia. Quân Ottoman-Wallachians đã bao vây Sibiu, nhưng cuộc bao vây kéo dài chỉ trong 8 ngày. Họ cũng phá hủy vùng ngoại ô của Braşov, trước khi họ rời Hungary với đầy chiến lợi phấm và hơn 30.000 tù binh.   
Sau khi quân đội Ottoman rời Wallachia, Vlad đã đề nghị Albert của Habsburg nhận lại những người đã bị bắt tại Sebeş miễn phí, nhưng nhà vua (người coi họ là kẻ phản bội) đã từ chối đề nghị của ông ta. Những nỗ lực của Vlad để duy trì sự cân bằng giữa Hungary và Ottoman đã làm cả nhà vua và sultan nghi ngờ về ý định thực sự của ông. Tại Hungary, Albert đã dựng một người lên làm lãnh chúa Wallachia, Basarab (con của Dan II). Người Ottoman tăng cường phòng thủ ở pháo đài Giurgiu và phái thêm quân đội tới đồn trú tại thành phố. 
Albert của Habsburg qua đời ngày 27 tháng 10 năm 1439. Các quý tộc Hungary bầu Władysław III của Ba Lan làm vua vào đầu năm 1440. Władysław đã phong một chỉ huy quân đội tài năng, John Hunyadi làm đốc quân của Transylvania vào tháng 2 năm 1441. Vào ngày 15 tháng 10 năm 1441, Hunyadi quyết tâm khôi phục lại ảnh hưởng của Hungary tại Wallachia, ông đã ra lệnh cho thị dân của Braşov đúc tiền xu in hình Vlad. Hai hoặc ba tuần sau đó, Hunyadi đến Târgovişte để gặp Vlad, đề nghị ông tham gia một cuộc thập tự chinh chống đế chế Ottoman.  
Sau khi Hunyadi đánh bại người Ottoman ở Transylvania vào tháng 3 năm 1442, thống đốc Ottoman của Bulgaria cáo buộc Vlad là kẻ phản bội. Murad II triệu hồi Vlad đến Edirne để chứng tỏ lòng trung thành của mình. Trước khi rời đi, Vlad đã phong con trai cả của mình, Mircea làm người cai trị Wallachia. Ngay sau khi ông đến Edirne, ông bị bắt giữ theo lệnh của nhà vua. Ông bị giam giữ ở Gallipoli. 

### Bị bắt giam và cai trị lần hai
Murad II đã lệnh thống đốc của Rumelia Hadım Şehabeddin mang quân sang Wallachia vào tháng 8 năm 1442. Hunyadi đã tiêu diệt đội quân này ở dãy núi Carpathian vào tháng 9 năm 1442 và đưa anh em họ của Vlad - Basarab lên làm lãnh chúa mới của Wallachia. Cuối năm 1442, Murad II trả tự do cho Vlad. Vlad phải cam kết rằng sẽ không hỗ trợ những kẻ thù của Đế quốc Ottoman, ông phải nộp một khoản cống nạp hàng năm cùng 500 đứa trẻ nam người Wallachia để tham gia vào đội cấm vệ quân. Ông cũng bị buộc phải để hai con trai của mình, Vlad và Radu ở lại làm con tin cho đế chế Ottoman. 
Việc quay trở về Wallachia của Vlad không được ghi rõ. Trong chiến dịch trường kỳ của Hunyadi chống đế chế Ottoman, kéo dài từ tháng 10 năm 1443 đến tháng 1 năm 1444, Vlad vẫn trung lập, đặc biệt là vì Murad II đã hứa sẽ thả hai người con trai ông. Trong các cuộc hòa đàm giữa Hungary và Đế chế Ottoman, Murad II đã sẵn lòng miễn cho Vlad nghĩa vụ phải đích thân đến triều kiến ông ta. Nhưng sứ giả của giáo hoàng, Julian Cesarini, ngăn cản việc phê chuẩn hòa ước. Thay vào đó, ông ta kêu gọi Władysław tiếp tục cuộc thập tự chinh chống đế chế Ottoman. Theo nhà sử học Ba Lan, Jan Długosz, Vlad đã cố gắng ngăn cản Władysław tấn công người Ottoman, nhắc nhở nhà vua rằng quốc vương Murad II đã từng đi săn với số lượng tùy tùng còn nhiều hơn lực lượng hiện tại Władysław. Tuy nhiên, ông vẫn cử 4,000 kị binh dưới sự chỉ huy của con trai mình, Mircea tham gia chiến đấu chống lại người Ottoman. Cuộc thập tự chinh kết thúc với thất bại thảm hại của thập tự quân trong trận Varna vào ngày 10 tháng 11 năm 1444.

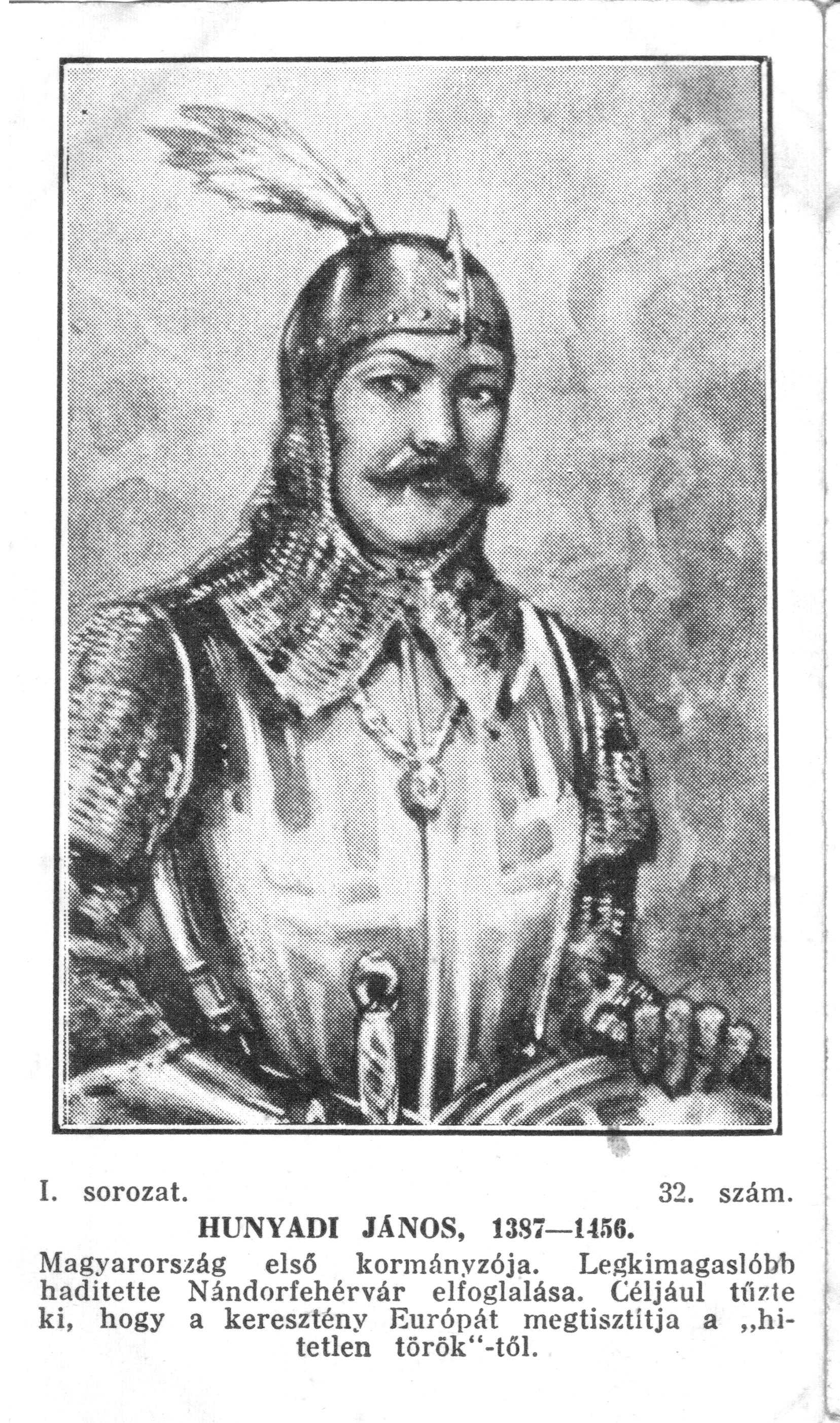
John Hunyadi

Sau trận chiến, Hunyadi muốn trở lại Hungary qua Wallachia, nhưng ông bị bắt bởi quân lính Wallachia ở sông Danube. Vlad chỉ thả ông ta sau khi Lawrence Héderváry, Palatine của Hungary, đe dọa ông ta bằng một cuộc chiến tranh. Theo sử gia John Jefferson, Vlad đã bắt giữ Hunyadi bởi vì ông muốn giao Hunyadi cho Sultan. Sử gia Camil Mureşanu lại cho rằng Hunyadi bị giam cầm chỉ vì những người lính bắt ông không nhận ra ông. Ý kiến của sử gia Kurt W. Teptow cho rằng Hunyadi bị bắt giữ vì Vlad muốn ông phải chịu trách nhiệm cho thảm họa Varna. Sau khi thả Hunyadi, Vlad trao tặng những món quà quý giá và đi cùng ông ta đến tận biên giới Hungary. 
Một hạm đội thập tự quân của Công quốc Burgundian đã tấn công một hạm đội Ottoman trên Biển Đen vào mùa xuân năm 1445. Chỉ huy hạm đội, Walerand of Wavrin, phái người sang Hungary để bắt đầu đàm phán về một chiến dịch chung chống lại đế chế Ottoman. Theo yêu cầu của Hunyadi, một trong những phái viên của Wavrin, Pedro Vasque de Saavedra, đã viếng thăm Vlad và thuyết phục ông gặp mặt Wavrin. Vào tháng 7 năm 1445, Vlad đã tới Isaccea và thành lập một liên minh với Wavrin. Vlad đã tập hợp một đội quân từ 4,000 đến 6,000 người và đặt nó dưới sự chỉ huy của con trai ông, Mircea.  
Quân Burgundian-Wallachia đã vây hãm Silistra vào giữa tháng 9 năm 1445, nhưng họ không thể chiếm được thành phố. Tuy nhiên, trước đó, họ đã tấn công và phá hủy pháo đài nhỏ tại Tutrakan. Vlad thuyết phục Wavrin tấn công Giurgiu, ông ta cho rằng bất cứ khi nào quân Ottoman muốn cướp phá Wallachia hoặc Transylvania, họ và ngựa của họ có thể vượt qua sông Danube gần hòn đảo được gia cố ở Giurgiu, nối với vùng Wallachia bằng một cây cầu. Quân đội Ottoman đồn trú tại pháo đài đã đầu hàng với điều kiện cho phép họ được tự do trở về Ottoman. Tuy nhiên, sau khi họ rời pháo đài, lính Wallachia đã tấn công và tàn sát họ theo lệnh của Vlad, vì ông ta cho rằng chỉ huy quân đồn trú Ottoman phải chịu trách nhiệm cho việc bắt giữ ông năm 1442. 
Trước đó, quân đội Ottoman ở Ruse cũng đầu hàng. Vlad đã thu nhận hơn 11.000 người tỵ nạn Bungari, những người đã từng nổi dậy chống lại người Ottoman, giúp họ vượt qua sông Danube vào Wallachia. Quân thập tự Burgundia và Wallachia đã đến Nicopolis, và sau đó tập hợp cùng với một đội quân Hungary dưới sự chỉ huy của John Hunyadi. Tuy nhiên, một đợt sương giá sớm buộc đội quân thập tự phải từ bỏ chiến dịch vào tháng 10 năm 1445, vì họ sợ rằng sông Danube sẽ bị đóng băng. 
Mối quan hệ giữa Wallachia và Hungary sớm xấu đi. Trong một lá thư viết vào cuối năm 1445 cho thị dân ở Braşov, Vlad phàn nàn rằng các thương gia người Wallachia đã bị bắt ở Transylvania, mặc dù ông đã để lại "những đứa con nhỏ của mình bị tàn sát vì hòa bình của người theo đạo Thiên chúa để [ông] và [quốc gia của ông] [có thể] trở thành thần dân" của vua Hungary. Những lời của ông cho thấy ông tin rằng hai đứa con trai của ông đã bị giết chết ở Đế chế Ottoman, nhưng trên thực tế Sultan không làm tổn hại đến họ. Năm 1446 hoặc 1447, Vlad làm hòa với người Ottoman, thậm chí đồng ý trả lại người tỵ nạn Bungari cho Ottoman. Ông cũng can thiệp vào cuộc tranh giành ngôi báu Moldavia khi ủng hộ Roman II của Moldavia vào tháng 7 năm 1447. Các quý tộc người Ba Lan cũng ủng hộ Roman II, nhưng đối thủ Roman II, Peter II, lại là người được Hunyadi bảo trợ.
Vào ngày 20 tháng 7 năm 1447, John Hunyadi đã ra lệnh cho thị dân ở Brașov phải che chở cho một kẻ tranh ngôi vị Wallachia, người là anh em họ của Vlad - Vladislav. Hunyadi đột ngột tấn công Wallachia vào cuối tháng 10 năm 1447, mang theo Vladislav. Vlad bỏ trốn khỏi Târgovişte, nhưng ông đã bị bắt và bị giết ở những đầm lầy vùng Bălteni. Trong một lá thư viết ngày 4 tháng 12 năm 1447, Hunyadi đã tự gọi mình là "Đốc quân của vùng Transalpine" (Wallachia) và gọi Târgovişte là pháo đài của ông, ngụ ý rằng ông đã kiểm soát Wallachia vào thời gian đó. Hunyadi đặt Vladislav lên ngai vàng của Wallachia.  
Nơi chôn cất của Vlad Dracul chưa được xác định. Sử gia Cazacu nói, có thể ông được chôn cất trong Tu Viện Snagov. Sử gia Florescu cho rằng Vlad Dracul được chôn trong một nhà nguyện trong Tu viện Dealu gần Târgovişte.  

## Gia đình
Theo một giả thuyết được chấp nhận rộng rãi, vợ của Vlad là "Cneajna", con gái của Alexander I của Moldavia. Theo sử gia Florescu, bà được gọi là Eupraxia. Nhà sử học Matei Cazacu viết rằng bà là vợ thứ hai và anh ta không xác định được người vợ đầu của Vlad. Con cháu của Vlad được biết đến với cái tên Drăculeşti, bởi vì họ thừa nhận sự che chở của Vlad cũng như người kế nhiệm ông (Dracula). Cuộc xung đột giữa Drăculeşti và Dăneşti (hậu duệ Dan I của Wallachia) và những rạn nứt giữa các thành viên của chi Drăculeşti đã góp phần vào sự bất ổn về chính trị trong Wallachia thế kỷ 15. 
Các con trai đầu của Vlad, Mircea và Vlad Dracula, lần đầu tiên được đề cập trong lịch sử dòng họ Vlad vào ngày 20 tháng 1 năm 1437. Mircea sinh ra vào khoảng năm 1428, Vlad giữa 1429 và 1431. Em trai của họ (con thứ ba của Vlad Dracul) Radu the Fair, sinh ra trước ngày 2 tháng 8 năm 1439. Sử gia Florescu viết rằng con gái của Vlad Dracul, Alexandra, đã kết hôn với Vignilă Florescu - một quý tộc của Wallachia. Vlad Dracul cũng có con ngoài giá thú. Một nữ bá tước xứ Wallachia tên Călţuna đã sinh ra Vlad the Monk. Ngoài ra, hầu như không có thông tin nào được biết về cuộc đời của Mircea, một người con trai khác ngoài giá thú. 